# Megachiroptera
Megachiroptera – podrząd dużych, głównie owocożernych nietoperzy. Występują głównie w tropikalnej strefie Afryki i Azji, a także w Australii i na wielu wyspach oceanicznych. Charakteryzuje je swobodny drugi palec dłoni, zwykle z zachowanymi paliczkami i pazurem. Mają proste uszy, bez koziołka, oraz stosunkowo duże oczy. Ich pysk jest zwykle wydłużony, zaopatrzony w tępe, luźno ustawione, uproszczone zęby. 
W zapisie kopalnym znane są z oligocenu. Są aktywne w nocy, dzień spędzają zawieszone pod gałęziami. Większość żywi się owocami, a niektóre również kwiatami. Wtórnie nie posługują się echolokacją, z wyjątkiem żyjących w jaskiniach gatunków z rodzaju Rousettus.
Do Megachiroptera zaliczana jest tylko jedna rodzina: 
- rudawkowate (Pteropodidae).